# Presidente Roque Sáenz Peña
Presidente Roque Sáenz Peña è un quartiere del barrio di Saavedra, a Buenos Aires, in Argentina. Trae il suo nome dal Presidente dell'Argentina Roque Sáenz Peña.
Non bisogna confonderla con la città di Presidencia Roque Sáenz Peña, capitale del Dipartimento di Comandante Fernández in Provincia di Chaco, né con il Dipartimento di Presidente Roque Sáenz Peña, nella Provincia di Córdoba. Vi è anche Sáenz Peña, sobborgo di Buenos Aires denominato così in onore di Luis Sáenz Peña.